# 南部区 (喀麦隆)
南部区（英語：South Province）是喀麥隆南部的一個区，西臨幾內亞灣，南鄰赤道幾內亞、加彭和剛果共和國。面積47,110平方公里，2004年人口534,854人。首府埃博洛瓦。下分4縣。